# Selenocosmia kovariki
Selenocosmia kovariki är en spindelart som först beskrevs av Schmidt och Krause 1995.  Selenocosmia kovariki ingår i släktet Selenocosmia och familjen fågelspindlar.
Artens utbredningsområde är Vietnam. Inga underarter finns listade i Catalogue of Life.